# Zeaborn
Zeaborn Ship Management ist ein Third-Party-Schiffsmanager mit Sitz in Hamburg und Singapur. Das Unternehmen wurde 2018 gegründet und ging aus dem Zusammenschluss der E.R. Schiffahrt und Rickmers Shipmanagement hervor. Das Unternehmen gehört zur Zech Group, die dem Bauunternehmer Kurt Zech gehört.

## Geschichte
Die Reederei Zeaborn wurde im April 2013 mit dem Ziel gegründet, eine Flotte von 90–100 Schwergutschiffen zu betreiben. Im April 2014 bestellte die Reederei bei der chinesischen Werft Taizhou Sanfu Ship Engineering zehn Schwergutfrachter. Später wurde die Bestellung jedoch wieder storniert. Im Juli 2015 beteiligte sich Zeaborn mit 50 % bei der Befrachtungsgesellschaft EMS Conbulk in Leer.
Im Mai 2016 erfolgte die mehrheitliche Übernahme der 2011 gegründeten HC Chartering in Ahrensburg, die 14 Schwergutschiffe im Management hatten. Aufgrund der Kooperation mit Carisbroke Shipping im Vereinigten Königreich kamen weitere 16 Schwergutschiffe unter Zeaborn-Management.
Im März 2017 wurde die Rickmers-Line übernommen. Damit wuchs die Zeaborn-Flotte auf rund 50 Schiffe mit 7.500 – 30.000 tdw Tragfähigkeit. Im September 2017 übernahm die Zeaborn-Gruppe mit einem Konsortium die Shipmanagement-Sparte der insolventen Rickmers Holding von Bertram Rickmers. Bertram Rickmers wurde Minderheitsgesellschafter. Anfang Februar 2018 erfolgte rückwirkend zum 1. Januar die Übernahme der E.R. Schiffahrt und des Maklerunternehmens Harper Petersen von Erck Rickmers. Damit wuchs die Flotte der gemanagten Schiffe auf rund 165. Aus dem Zusammenschluss der E.R. Schiffahrt und Rickmers Ship Management entstand Zeaborn Ship Management.
Im Mai 2018 gründete Zeaborn mit der zur Maritime Holdings (Delaware) gehörenden US-amerikanischen Reederei Intermarine zur Befrachtung der kombinierten Flotte mit zu dieser Zeit etwa 75 Schiffen das Joint Venture Zeamarine, an der Zeaborn 75 % hält und die bisherigen Intermarine-Eigner New Mountain Capital 25 %. Im April 2019 übernahm Zeaborn die Anteile von New Mountain Capital.
Seit 2018 ist Zeaborn Ship Management ein reiner Third-Party Ship Manager und managt über 100 Containerschiffe, Bulker, MPP und Tanker.
2019 übernahm Zeaborn die zur Offen Group gehörende Claus-Peter Offen Tankschiffreederei (CPO Tankers). Anfang November 2019 wurde das Unternehmen in Zeaborn Ship Management Tanker (Zeaborn Tankers) umbenannt.
Im Mai 2020 hat Zeamarine Insolvenz angemeldet und trennte sich wieder vom US-Carrier Intermarine.

## Zeaborn Ship Management
Bei Zeaborn Ship Management arbeiten rund 300 Mitarbeiter an Land und rund 3500 auf See. Das Unternehmen ist mit Standorten in Asien und Europa weltweit vertreten. Der Hauptsitz ist in Hamburg, Deutschland, ein zweiter Unternehmenssitz befindet sich in Singapur. Das Crew Management wird in Hamburg, Limassol (Zypern) und Manila gesteuert.